# The Lion King: The Gift
The Lion King: The Gift è una colonna sonora della cantautrice statunitense Beyoncé, pubblicata il 19 luglio 2019 dalla Parkwood Entertainment e dalla Columbia Records, per il film del 2019 Il Re Leone.
Nel progetto discografico sono presenti il brano colonna sonora del film, Spirit, candidato ai Golden Globe, Critics' Choice Awards, e Grammy Award, la collaborazione Brown Skin Girl, riconosciuta con il Grammy al miglior videoclip, e il singolo Black Parade, vincitore del Grammy Award alla miglior interpretazione R&B.
Dal progetto è stato tratto il visual-album Black Is King.

## Descrizione
Beyoncé ha definito l'album "cinema sonico" e ha affermato che l'album "è influenzato da tutto, R&B, pop, hip hop e afrobeat".  Beyoncé ha anche dichiarato che "ha voluto inserire tutti nell'album per collegare la trama", che le canzoni sono state ispirate dalla trama del remake e che "dà all'ascoltatore la possibilità di immaginare le scene, ascoltando una nuova interpretazione contemporanea".  Le canzoni sono state prodotte da produttori africani, Beyoncé ha giustificato ciò dicendo che "l'autenticità e il cuore sono importanti", poiché il film è ambientato in Africa.

## Pubblicazione
Il 9 luglio 2019 è stato rivelato che Beyoncé ha prodotto e curato un album intitolato The Lion King: The Gift, che presenta nuove canzoni ispirate al film, nonché Spirit dalla colonna sonora ufficiale del film.

La tracklist è stata rivelata via i social media della cantante il 16 luglio 2019. Il 16 settembre 2019, Beyoncé ha pubblicato uno speciale televisivo per la ABC, intitolato Beyoncé Presents: Making the Gift, che documenta la creazione dell'album e il suo viaggio in Egitto, Nigeria, Sudafrica e negli Stati Uniti d'America.

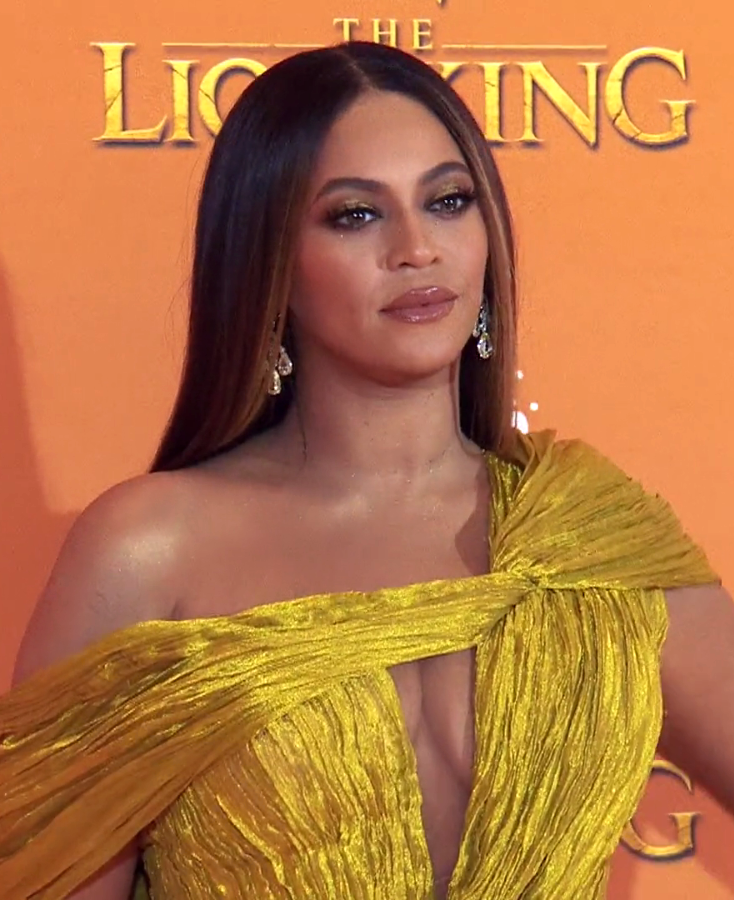
Beyoncé all'anteprima del film Il re leone nel 2019.

## Visual-albumBlack Is King
Il 31 luglio 2020 su Disney+ esce Black Is King, un visual-album ispirato alle canzoni dell'album. Realizzato dalla Walt Disney Pictures e dalla Parkwood Entertainment, il film presenta al suo interno i video dei brani presenti nel progetto discografico, in cui vi sono cameo di personaggi famosi, tra cui Mr Eazi, Kelly Rowland, Wizkid, Lupita Nyong, Naomi Campbell, Pharrell Williams, Burna Boy, Tiwa Savage, Jessie Reye. Nel film sono inoltre presenti il marino Jay-Z, la figlia Blue Ivy e la madre Tina Knowles.
Il film ha ricevuto il plauso della critica, con elogi per la regia di Beyoncé, la fotografia, la colonna sonora, i costumi e i temi culturali affrontati, venendo riconosciuto con un Primetime Emmy Awards, un Art Directors Guild Awards, un Set Decorators Society of America Awards, e venendo candidato a un Grammy Awards.

## Accoglienza
Descrivendolo come un album che "mostra abilmente i gusti musicali eccellenti della cantante, piuttosto che un album di Beyoncé per sé", Alexis Petridis del The Guardian ha scritto che The Lion King: The Gift "è una colonna sonora alternativa" alla colonna sonora ufficiale, e che i brani di apertura Bigger e Find Your Way Back sembrano riff di Circe of Life del film d’animazione originale. "L'album è l'evento che il film vorrebbe essere", ha affermato Carl Wilson della rivista Slate, sostenendo che The Gift "funziona meglio se ci si dimentica che esiste anche il remake" e ha incoraggiato gli ascoltatori a "guardarlo come una nuova prospettiva di Beyoncé". "Un ambizioso album che dice più del film sulla famiglia, la tradizione, la responsabilità e l'Africa", ha dichiarato Mikael Wood del Los Angeles Times. "Nessuno si impadronisce di uno spazio culturale come Beyoncé. L'abbiamo testimoniato nel 2016 quando ha facilmente rubato la scena ai Coldplay durante la loro esibizione del Super Bowl. L’abbiamo visto l'anno scorso quando ha rinominato il festival musicale più prestigioso del mondo in Beychella. Ora lo rivedremo con The Gift”.
Scrivendo per Variety, AD Amorosi ha affermato che "la produzione e la musicalità potrebbero non avere la stessa influenza avanguardista o strana dei suoi predecessori ma ciò che manca a The Lion King: The Gift nella confusione, si compensa con il sapore, il cuore e l'imponenza". Per The Telegraph, Neil McCormick ha scritto che "The Gift è una chiassosa raccolta di brani". Bernadette Giacomazzo di HipHopDX ha elogiato l'album, scrivendo che molte canzoni sono state in grado di rimanere indipendenti dal film. Confrontandolo alla colonna sonora di Black Panther, Giacomazzo ha dichiarato che l'album è "uno dei primi di Beyoncé in cui la creatività della signora Carter serve come vettore per un'altra visione creativa, piuttosto che come una visione creativa stessa. Nel complesso, funziona bene ed è un altro gioiello della sua corona".

### Controversie
Sebbene Beyoncé abbia lavorato con produttori africani, è stata accusata di aver escluso produttori e musicisti nati in Kenya.

## Impatto
Musicisti e produttori africani che hanno lavorato a The Lion King: The Gift, insieme ad altri, hanno parlato dell'impatto che l'album avrebbe avuto sulla musica africana negli Stati Uniti. Il produttore ghaniano GuiltyBeatz ha dichiarato che l’album avrebbe aperto le porte ad una maggiore diffusione di musica africana nel mercato americano e la cantante nigeriana Yemi Alade ha aggiunto che l'album sarebbe stato "un altro risveglio". Il produttore nigeriano P2J ha descritto come l'album "cambierà il volto della musica", aggiungendo che Brown Skin Girl è "una delle prime canzoni della mia carriera che pensavo sarebbe stata molto speciale... È un grande momento per l'Africa". L'artista sudafricano DJ Lag ha affermato che l'album ha "aperto le porte" e che il suo suono sarebbe stato "la prossima grande novità". Anthony Osae-Brown del Bloomberg ha dichiarato che con The Lion King: The Gift, Beyoncé sta domandando la "scena musicale nigeriana globale". Tuma Basa ha definito l'uscita di The Lion King: The Gift "un momento cruciale", mentre il produttore nigeriano E-Kelly ha dichiarato che "creerà una nuova consapevolezza" e "aprirà una grande porta" favorendo l’entrata nella musica mainstream americana degli Afrobeat.
Il brano Brown Skin Girl ha ispirato una challange virale chiamata "#brownskingirlchallenge", in cui donne e ragazze nere pubblicano foto e video di se stessi celebrando la propria pelle. Celebrità come Ava DuVernay, Barbara Lee, Gabrielle Union e Lupita Nyong'o hanno partecipato alla challange.

## Riconoscimenti
Grammy Awards
- 2020 – Candidatura al Miglior album pop vocale

NAACP Image Award
- 2020 – Miglior colonna sonora o compilation

## Tracce
1. James Earl Jones – balance (mufasa interlude)
2. Beyoncé – BIGGER
3. James Earl Jones – the stars (mufasa interlude)
4. Beyoncé – FIND YOUR WAY BACK
5. Chiwetel Ejiofor – uncle scar (scar interlude)
6. Tekno, Lord Afrixana, Mr Eazi, Yemi Alade – DON'T JEALOUS ME
7. JD McCrary, Shahadi Wright Joseph – danger (young simba & young nala interlude)
8. Burna Boy – JA ARA E
9. JD McCrary, Chiwetel Ejiofor – run away (scar & young simba interlude)
10. Beyoncé, Kendrick Lamar – NILE
11. Billy Eichner, Seth Rogen, JD McCrary – new lesson (timon, pumbaa & young simba interlude)
12. Beyoncé, Jay-Z, Childish Gambino, Oumou Gambaré – MOOD 4 EVA
13. Beyoncé Knowles Carter, Donald Glover – reunited (nala & simba interlude)
14. Salatiel, Pharrell Williams, Beyoncé – WATER
15. Blue Ivy, Saint Jhn, Beyoncé, Wizkid – BROWN SKIN GIRL
16. Beyoncé Knowles Carter – come home (nala interlude)
17. Tiwa Savage, Mr Eazi – KEYS TO THE KINGDOM
18. Donald Glover, John Kani – follow me (rafiki interlude)
19. Beyoncé, Shatta Wale, Major Lazer – ALREADY
20. James Earl Jones – remember (mufasa interlude)
21. Beyoncé – OTHERSIDE
22. Beyoncé Knowles Carter – war (nala interlude)
23. Nija, Beyoncé, Busiswa, Yemi Alade, Tierra Whack, Moonchild Sanelly, DJ Lag – MY POWER
24. Donald Glover, Chiwetel Ejiofor – surrender (simba & scar interlude)
25. 070 Shake, Jessie Reyez – SCAR
26. James Earl Jones, Alfre Woodard, Donald Glover – i'm home (mufasa, sarabi & simba interlude)
27. Beyoncé – SPIRIT - From Disney's "The Lion King"

## Successo commerciale
The Lion King: The Gift ha debuttato alla seconda posizione della Billboard 200 con 54.000 unità, di cui 11.000 vendite pure. È diventato il nono album in top 10 di Beyoncé come solista; il suo secondo nuovo nei primi dieci posti del 2019: è così diventata la seconda artista a fare ciò durante l’anno solo dopo Future e l’unica femminile. Inoltre, grazie al rientro del suo album del 2016 Lemonade in top 10 di qualche mese prima, è diventata la prima artista ad aver avuto tre album nelle prime dieci posizioni nel 2019.

## Classifiche

### Classifiche settimanali
| Classifica (2019-20) | Posizione massima |
| -------------------- | ----------------- |
| Australia            | 12                |
| Austria              | 37                |
| Belgio (Fiandre)     | 12                |
| Belgio (Vallonia)    | 36                |
| Canada               | 4                 |
| Danimarca            | 9                 |
| Francia              | 28                |
| Germania             | 48                |
| Italia               | 39                |
| Lettonia             | 20                |
| Lituania             | 8                 |
| Norvegia             | 11                |
| Nuova Zelanda        | 16                |
| Paesi Bassi          | 3                 |
| Spagna               | 64                |
| Stati Uniti          | 2                 |
| Svezia               | 22                |
| Svizzera             | 20                |

### Classifiche di fine anno
| Classifica (2019) | Posizione |
| ----------------- | --------- |
| Paesi Bassi       | 100       |